# 13668 Tanner
13668 Tanner (1997 HQ1) là một tiểu hành tinh vành đai chính được phát hiện ngày 28 tháng 4 năm 1997 bởi Spacewatch ở Kitt Peak.